# Manifestation étudiante de l'Université Sir George Williams
La manifestation étudiante de l'Université Sir George Williams (Sir George Williams Race Riot ou The Sir George Williams Computer Incident) est une occupation ayant dégénéré en émeute qui s'est déroulée en janvier-février 1969 à l'Université Sir George Williams de Montréal, Québec, Canada (qui fait désormais partie de l'Université Concordia),.

## Contexte
La manifestation prend racine à la fin des années 60, alors que des étudiants dénoncent le racisme de certains professeurs, notamment du professeur de biologie Perry Anderson qui aurait fait échouer des étudiants pour la seule raison qu'ils sont noirs. Devant le refus de l'institution de reconnaître le problème, les étudiants procèdent à une gradation des moyens de pression pour en arriver, à la fin janvier 1969, à occuper le laboratoire informatique situé au neuvième étage de l'édifice Henry F. Hall.
Des pourparlers ont lieu et un accord est obtenu avec une partie des manifestants le 10 février. Le lendemain, une centaine d'étudiants refusent toujours de quitter les lieux et l'institution demande à la police d'intervenir. Le tout dégénère en émeute. Les étudiants se barricadent et lancent du matériel par les fenêtres du laboratoire informatique. 97 étudiants sont arrêtés.
Suspendu durant la crise, l'assistant professeur Anderson est réintégré le 12 février, puis est exonéré le 30 juin.

## Héritage
Les événements ont mené à la création d'un poste d'ombudsman en 1971. Plusieurs participants sont devenus ultérieurement des personnalités reconnues.
Le film de l'Office national du film Ninth Floor (en) (2015) s'inspire des événements.